# 杨府山下陡门遗址
杨府山下陡门遗址，又称开平闸遗址，位于中华人民共和国浙江省温州市鹿城区滨江街道，是一处南宋水闸遗址，浙江省省级文物保护单位。下陡门，又称瞿屿陡门、巨屿陡门，俗称下陡门，曾是沟通瓯江和温瑞塘河水系的重要水闸，1950年至1960年代间废弃，2010年重新发掘。

## 结构

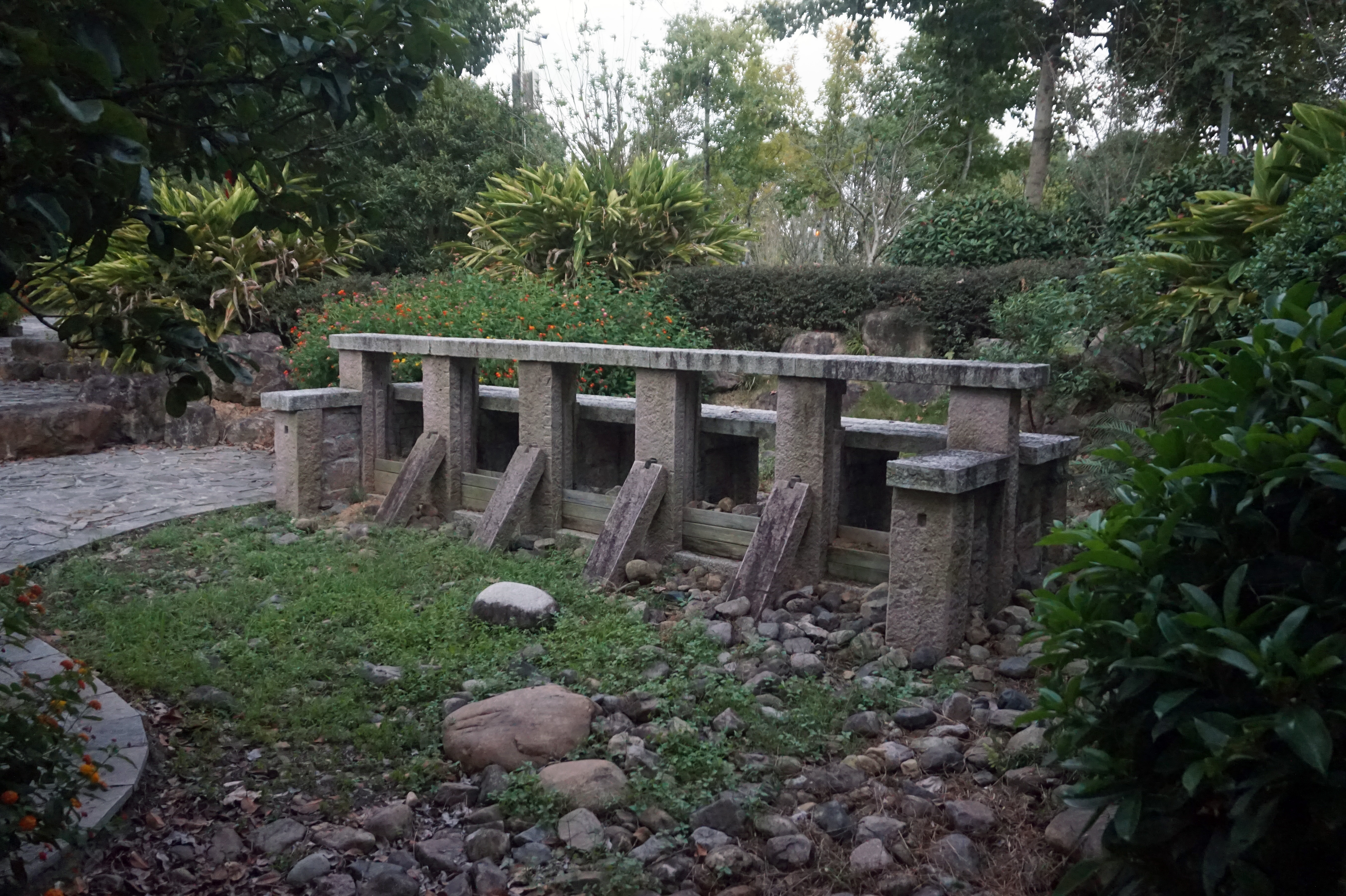
水闸复原结构

杨府山下陡门遗址位于杨府山东麓，依托杨府山山体建设，两侧原有两座小山，由西南向东北，下游通瓯江。可以分为闸基和水闸两部分，各自用不同材料建筑。
闸基部分建立在杨府山山体页岩基岩之上，材质同杨府山山体，肩部与山体紧密贴合，高3米、长20米，上下游截面呈梯形。顶部高程2.69米，宽约0.85米，条石铺砌而成，条石上有与水闸贯通的闸槽。边坡上缓下陡，上游斜坡正中间有一深约0.60米、宽约2.00米的倒梯形凹槽贯通至顶部，或用于通航；下游两岸修筑翼墙，中间约7.20米长为跌水，可与前述凹槽对接。
水闸部分建立在闸基顶部之上，主要由由6座闸墩构成，分5孔，每孔高1.80米、净宽2.80米。闸墩主要采用花岗岩建设，长2.60米、宽0.55米。每座闸墩上游迎水面顶部为1根石柱，下游则为2根贴合石柱，石柱之间为横砌条石构成的墙体，间隙浇浆填充。下游的石柱高2.90米，2根石柱两侧均有竖槽贯穿头尾，用于放置闸板，槽宽10厘米、深5厘米，两槽间距0.45米。闸门顶部高程5.60米。上下游石柱的正面均有方孔，用于固定斜撑石柱，斜撑石柱和底部构成45度角。顶部桥面有人工横系齿纹，或用于防滑。
东数第三闸墩立柱南侧面上刻有“开平闸”三字，“开”字头高程约3.55米、“平”字头水位高程约3.33米、“闸”字头高程约3.22米。温州城郊旧有多处水则：如城内五福桥下，刻有“平”字；上陡门、下陡门，各刻有“开”“平”“闸”三字。当水位达到“开”字顶端，或“平”字上高七寸处时，就开闸放水；当水位低至“闸”字顶端，或“平”字下低三寸处时，就合闸蓄水。以此管理陡门开闭，灵便且信息公开。

## 历史
根据文献记载，下陡门水闸早在南宋乾道年间便已经存在，其建筑目的或与乾道海溢相关。根据明弘治《温州府志》的记载，南宋乾道辛卯（1171年）温州太守曾逮“筑右臂，为石塘八十余丈”，其后在南宋嘉定年间“埭大决，运河顿涸，郡守杨简修之，循旧臂补筑石塘，更存新埭以为外护”，明弘治九年（1496年）温州知府陆润加筑。清光绪《永嘉县志》则记载“计四间……右臂又有埭以扞浦，上有石桥，泄水最驶”，当时只有4孔，水闸顶部应有石桥，水闸可以用于排水和航运。清同治癸酉年（1873年）重修时，为防止外侧水闸漏水，因此“增设内闸四间”，所以下游才会有2根石柱。另外据老人回忆，1950年代在闸门的东侧又修建了一孔闸间，因此这一部分材质、颜色、孔位与其它部分均有不同，推测原本闸门的中墩与边墩结构应该相同，但是在后来为了新增闸间重建了北侧的闸墩，原本北端的立柱改成斜撑石柱，下部改造为跌水，但南面的结构大体保持如旧。古闸最迟到1950年至1960年代间废弃，并掩埋地下，直至2010年6月出土。

## 发掘和保护
下陡门并非唯一出土的水闸遗址，杨府山西边也曾发现上陡门三孔古闸遗址，但并未保存下来。2010年6月28日，计划修筑排水河道将温瑞塘河水系和瓯江贯通的“山下河贯通工程”在挖掘杨府山公园河道时意外发现了这一遗址，随后开始就地人工保护下发掘，经过1个月的考古发掘工作，遗址于8月6日完整出土。由于下陡门的历史和规模较上陡门更早、更大，文物价值更高，并且闸基与山体相连，势必难以迁移，因此一开始就考虑“就地保护”，作为景点进行保护。2011年2月，杨府山下陡门遗址增列为温州市第六批市级文物保护单位。
下陡门遗址作为文物保护单位，其保护规划列入温州市创建国家历史文化名城重点任务、温州历史文化名城保护规划，但在2013年年末因未挂牌标名再次引起社会关注。当时的杨府山公园建设部门以园内部分设施未完工、公园尚未移交园林部门为由暂缓下陡门遗址保护工程，而文物部门已经设计出遗址原址工程保护方案，最后园林部门与文物部门协商解决这一问题。2017年1月13日，遗址以“开平闸遗址”之名被列入第七批浙江省文物保护单位。2017年5月，杨府山公园下陡门遗址文化提升工程最终完成竣工验收。